# Гільовіце (Живецький повіт)
Гільовіце (пол. Gilowice) — село в Польщі, у гміні Гільовіце Живецького повіту Сілезького воєводства.
Населення — 4432 особи (2011).
У 1975-1998 роках село належало до Бельського воєводства.

## Демографія
Демографічна структура станом на 31 березня 2011 року:
|          | Загалом | Допрацездатний вік | Працездатний вік | Постпрацездатний вік |
| -------- | ------- | ------------------ | ---------------- | -------------------- |
| Чоловіки | 2159    | 468                | 1473             | 218                  |
| Жінки    | 2273    | 458                | 1318             | 497                  |
| Разом    | 4432    | 926                | 2791             | 715                  |